# Amalosia
Genre
Amalosia est un genre de geckos de la famille des Diplodactylidae.

## Répartition
Les espèces de ce genre sont endémiques d'Australie.

## Liste des espèces
Selon The Reptile Database (3 sept. 2012) :
- Amalosia jacovae (Couper, Keim & Hoskin, 2007)
- Amalosia lesueurii (Duméril & Bibron, 1836)
- Amalosia obscura (King, 1985)
- Amalosia rhombifer (Gray, 1845)

## Publication originale
- Wells & Wellington, 1984 "1983" : A synopsis of the class Reptilia in Australia. Australian Journal of Herpetology, vol. 1, n. 3/4, p. 73-129 (texte intégral).